# Make It Pop
Make It Pop is een Canadese  jeugdserie.
Sun Hi (Megan Lee), Jodi (Louriza Tronco) en Corki (Erika Tham) ontmoeten elkaar op een kostschool waar ze een kamer delen. Met de hulp van DJ in spé Caleb (Dale Whibley) vormen de meiden een K-pop-band met de naam XO-IQ die al snel populair wordt.
Er zijn twee seizoenen opgenomen.

## Rolverdeling
| Acteur/Actrice      | Rol       | Afleveringen | Beschrijving                        |
| ------------------- | --------- | ------------ | ----------------------------------- |
| John-Alan Slachta   | Jared     | 21           | Populaire jongen, verliefd op Corki |
| Megan Lee           | Sun Hi    | 21           | Leadzangeres                        |
| Louriza Tronco      | Jodi      | 21           | Modeontwerpster                     |
| Erika Tham          | Corki     | 21           | Studiebol                           |
| Dale Whibley        | Caleb     | 21           | ex Vriendje van Jodi, DJ            |
| Karen Holness       | ms diona  | 21           | Directrice                          |
| Matt Baram          | Mr. Stark | 21           | Dramadocent                         |
| Taveeta Szymanowicz | Valerie   | 20           | Hoofdcheerleader                    |
| Natalie Ganzhorn    | Heather   | 20           | Cheerleader                         |
| Russel Yueen        | Mr. Chang | 4            | Miljardair, vader van Corki         |